# داگ لیورمور
داگ لیورمور (انگلیسی: Doug Livermore؛ زادهٔ ۲۷ دسامبر ۱۹۴۷) بازیکن فوتبال اهل بریتانیا است.
از باشگاه‌هایی که در آن بازی کرده‌است می‌توان به باشگاه فوتبال کاردیف سیتی، باشگاه فوتبال ای‌اف‌سی بورنموث، باشگاه فوتبال نوریچ سیتی، و باشگاه فوتبال لیورپول اشاره کرد.